# 庫加伊夫齊
48°57′12″N 26°21′59″E / 48.95333°N 26.36639°E
庫加伊夫齊（烏克蘭語：Кугаївці）是位於烏克蘭西部赫梅利尼茨基州裏卡緬涅茨-波多利斯基區的村莊，始建於1493年，面積3.61平方公里，海拔高度256米，2001年人口1,647，人口密度每平方公里456.6人。